# 開発領主
開発領主（かいほつりょうしゅ/かいはつりょうしゅ）は、日本の荘園公領制において、田地を開発して領地を確保した者をいう。根本領主ともいう。

## 概要
天平15年（743年）の墾田永年私財法の施行以後、墾田に基づく土地私有者は広く発生した。もともと開発は田地を「ひらきおこす」という意味で、未開の原野の開墾だけでなく荒廃田の再開も含んだ。当初は、荒廃田を再開させた開発者には、期限つきで耕作権が認められるに過ぎなかったが、平安時代初期には終身の権利に発展したため、富豪農民（田堵）・郡司級土豪は積極的に開発を行い、国衙も官物の免除などの特典を与えて常に内外の開発者を募った。しかし荒廃田を再開しても国衙に収公されてしまう場合が多く、平安時代中期には条里外の未開原野を広く占めて開田する領主的開発が主流となった。
開発者は国衙に申請して開発を始める。まず開発拠点を設置して、開発費用を支出して労働力である内外の浪人や百姓を誘致した。開発者の家人・下人・従者は労働の監督にあたった。開発労働力の確保と並んで、池溝堰堤の建設・整備も行われた。開発された田地では、所領田畠とその農民に対する強力な進止権が国衙より公的に与えられた。国衙領（公領）において開発田は郡・郷・保・別名に編成され、郡司・郷司・保司・別名名主などの職に補任された開発領主は、開発田の勧農を中心とする所務、私的な雑役・夫役の徴収、検断権といった根本領主権を保証された。荘園内の開発でも事情は同じであり、開発領主は下司・公文などに任じられた。
開発領主は、権利の所在を明記した文書（公験）を大事に保管し、子孫代々伝世していった。しかし、国司が交代すると認可を取り消される可能性も高く、境界などを巡って他の開発領主などと紛争が起こることもたびたびあった。開発領主は国衙よりも権威のある中央の有力貴族や有力寺社へ開発田地を寄進して（寄進型荘園）、国衙の圧力を断ち切ることで支配権・管理権を確保していった。荘園寄進時に、開発領主は寄進先の荘園領主から荘官に任じられることが多く見られた。一方で、開発領主は在庁官人でもあり、国衙と結びつくのが有利な場合はそのまま国衙領にとどまった。
平安中期以降、中央政界からあぶれた源氏や平氏など武士身分の下級貴族―いわゆる軍事貴族が多数、地方へ下向してきたが、開発領主はそれらの軍事貴族と主従関係を結ぶことにより、荘園を巡る紛争解決に役立てようとした。そのため、武士となる開発領主も少なくなかった。鎌倉時代には、地頭や御家人に任じられる開発領主も現れた。
この表記は近代の造語ではなく古くから使われている。